# La Dorée
Dorée – miejscowość i gmina we Francji, w regionie Kraj Loary, w departamencie Mayenne.
Według danych na rok 1990 gminę zamieszkiwało 415 osób, a gęstość zaludnienia wynosiła 23 osób/km² (wśród 1504 gmin Kraju Loary Dorée plasuje się na 897. miejscu pod względem liczby ludności, natomiast pod względem powierzchni na miejscu 641.).